# Alchemilla obconiciflora
Alchemilla obconiciflora é uma espécie de rosácea do gênero Alchemilla, pertencente à família Rosaceae.